# Napoleó Bonaparte
|  | «Napoleó» redirigeix aquí. Vegeu-ne altres significats a «Napoleó (desambiguació)». |

Napoleó Bonaparte   (Ajaccio, 15 d'agost de 1769 - Longwood House, 5 de maig de 1821) fou un militar i home d'estat francès. Fou general de l'exèrcit durant la Revolució Francesa, alt dirigent de França com a primer cònsol de la Primera República Francesa (11 de novembre de 1799-18 de maig de 1804), i emperador dels francesos amb el nom de Napoleó I del Primer Imperi Francès, (18 de maig de 1804 - 6 d'abril de 1814), i posteriorment i de forma breu des del 20 de març al 22 de juny de 1815. Va ser també rei d'Itàlia, mediador de la Confederació Suïssa i protector de la Confederació del Rin. Mentre va ser emperador dels francesos esdevingué el 49è copríncep d'Andorra.
Va començar a destacar arran de la Revolució francesa, on va comandar diverses campanyes d'èxit contra la Primera Coalició i la Segona Coalició. En els anys de canvi de segle (del XVIII al XIX), en només una dècada, els exèrcits francesos sota el seu comandament van lluitar contra gairebé totes les potències europees del moment, guanyant el control de la majoria del territori de l'Europa continental per conquesta o aliança. Va nomenar monarques o importants figures de govern a membres de la seva família i amics.
La desastrosa invasió de Rússia l'any 1812 va marcar el punt d'inflexió. Després d'aquesta desfeta i de la derrota a la batalla de Leipzig, l'octubre de 1813, la Sisena Coalició va envair França, forçant Napoleó a abdicar l'abril de 1814. Es va exiliar a l'illa d'Elba. Poc de temps després, va retornar al poder en un episodi anomenat posteriorment el Govern dels cent dies, però va tornar a ser derrotat -definitivament- a la batalla de Waterloo, el 18 de juny de 1815. Va passar els sis anys del final de la seva vida a l'illa de Santa Helena, a l'oceà Atlàntic sud, sota supervisió britànica.
Napoleó va desenvolupar poques innovacions en el terreny militar, però va destacar per fer servir les millors i més variades tàctiques. Aquest fet, unit a la reforma i modernització de l'exèrcit francès, el va dur a les aclaparadores victòries inicials. Les seves campanyes encara són estudiades a les acadèmies militars de tot el món, i és recordat com un dels més grans comandants de la història. Més enllà d'aquest fet, Napoleó és també recordat per l'establiment del codi Napoleònic.

## Els primers anys
Nascut Napoleone di Buonaparte (Nabolione o Nabulione en cors), només un any després que França comprés l'illa de Còrsega a la República de Gènova. Napoleone anys després va canviar el seu nom per l'afrancesat Napoléon Bonaparte. El registre més antic d'aquest nom apareix en un informe oficial datat del 28 de març de 1796.
La seva família formava part de la noblesa local. El seu pare, Carlo Buonaparte, advocat, va ser nomenat el 1778 representant de Còrsega a la cort de Lluís XVI, lloc on va romandre per diversos anys, per la qual cosa va ser la seva mare, Maria Letizia Ramolino, la figura fonamental de la seva infantesa. Avançada a la seva època, exigia que els seus vuit fills es banyaren diàriament, quan el comú era banyar-se, arribat el cas, una vegada al mes. Napoleó, de caràcter reservat i taciturn, es va mantenir apartat dels seus companys. Li agradava estar sol per meditar i sentia profunda aversió cap als francesos, a qui acusava de ser els opressors dels corsos. No era massa bon estudiant i només es preocupava per les matemàtiques, ciència en què progressava sorprenentment. També es va dedicar a la lectura d'obres de la literatura clàssica, com Història universal de Polibi, Vides paral·leles de Plutarc o Expedició d'Alexandre d'Arrià de Nicomèdia, obres que van tenir una profunda influència en el seu esperit.
El seu pare va aconseguir que Napoleó i el seu germà Josep es traslladessin a la França continental, per estudiar a l'escola militar francesa de Brienne-le-Château a l'edat de 10 anys. Abans d'entrar havia d'aprendre francès, llengua que va parlar amb un marcat accent italià per la resta de la seva vida. Va obtenir notes destacades en matemàtiques i geografia, aconseguint també les necessàries per aprovar les altres matèries. Després de la seva graduació el 1784, va ser admès a l'École Royale Militaire á Paris. Tot i que havia buscat en un principi una formació naval, va acabar estudiant artilleria a l'École Militaire. Després de la seva graduació el setembre de 1785, va ser comissionat com a tinent segon d'artilleria. Va prendre les seves noves obligacions el gener de 1786, a l'edat de 16 anys.
Napoleó va servir a la guarnició de Valença i de l'Auxonne fins a l'esclat de la Revolució Francesa (encara que es va prendre gairebé dos anys de llicència a Còrsega i París durant aquest lapse). Poc després de començar la revolució, Napoleó es trobava a Còrsega. Va donar suport a la facció jacobina i va obtenir el grau de comandant segon de la Guàrdia Nacional de Voluntaris de l'illa. Després d'entrar en conflicte amb el líder nacionalista Pasquale Paoli (antic heroi de Napoleó), Bonaparte i la seva família van ser obligats a fugir a França, on van arribar el juny del 1793.

## Les primeres campanyes
Napoleó va ser nomenat comandant de l'exèrcit francès a Itàlia l'any 1796. Va derrotar successivament quatre generals austríacs, les tropes dels quals eren superiors en nombre, i va obligar Àustria i els seus aliats a signar la pau. El tractat de Campo Formio estipulava que França podia conservar els territoris conquerits, en què Bonaparte va fundar, el 1797, la República Cisalpina (Venècia), la República Lígur (Gènova) i la República Transpadana (Llombardia), i va enfortir la seua posició a França enviant al tresor milions de francs.
El 1798 va dirigir una expedició a Egipte, que es trobava sota domini de l'Imperi Otomà, per tallar la ruta britànica cap a l'Índia. Encara que va conquerir aquest país, la seua flota va ser destruïda per l'almirall britànic Horatio Nelson en la batalla del Nil, i el militar francès va quedar aïllat al nord d'Àfrica. Bonaparte no es va desanimar davant d'aquest contratemps i es va dedicar a la reforma de l'administració i legislació egípcies: la servitud i el feudalisme van ser abolits i els drets bàsics dels ciutadans garantits. Els erudits francesos que l'havien acompanyat en el viatge van començar a estudiar la història de l'antic Egipte i a realitzar diverses excavacions arqueològiques. No va aconseguir conquerir Síria el 1799, però va assolir una victòria indiscutible sobre els otomans a Abukir. Mentrestant, França feia front a una nova situació internacional: l'Arxiducat d'Àustria, Rússia, el Regne de Nàpols i Portugal s'havien aliat amb Gran Bretanya, configurant la Segona Coalició.

## L'expansió a Egipte

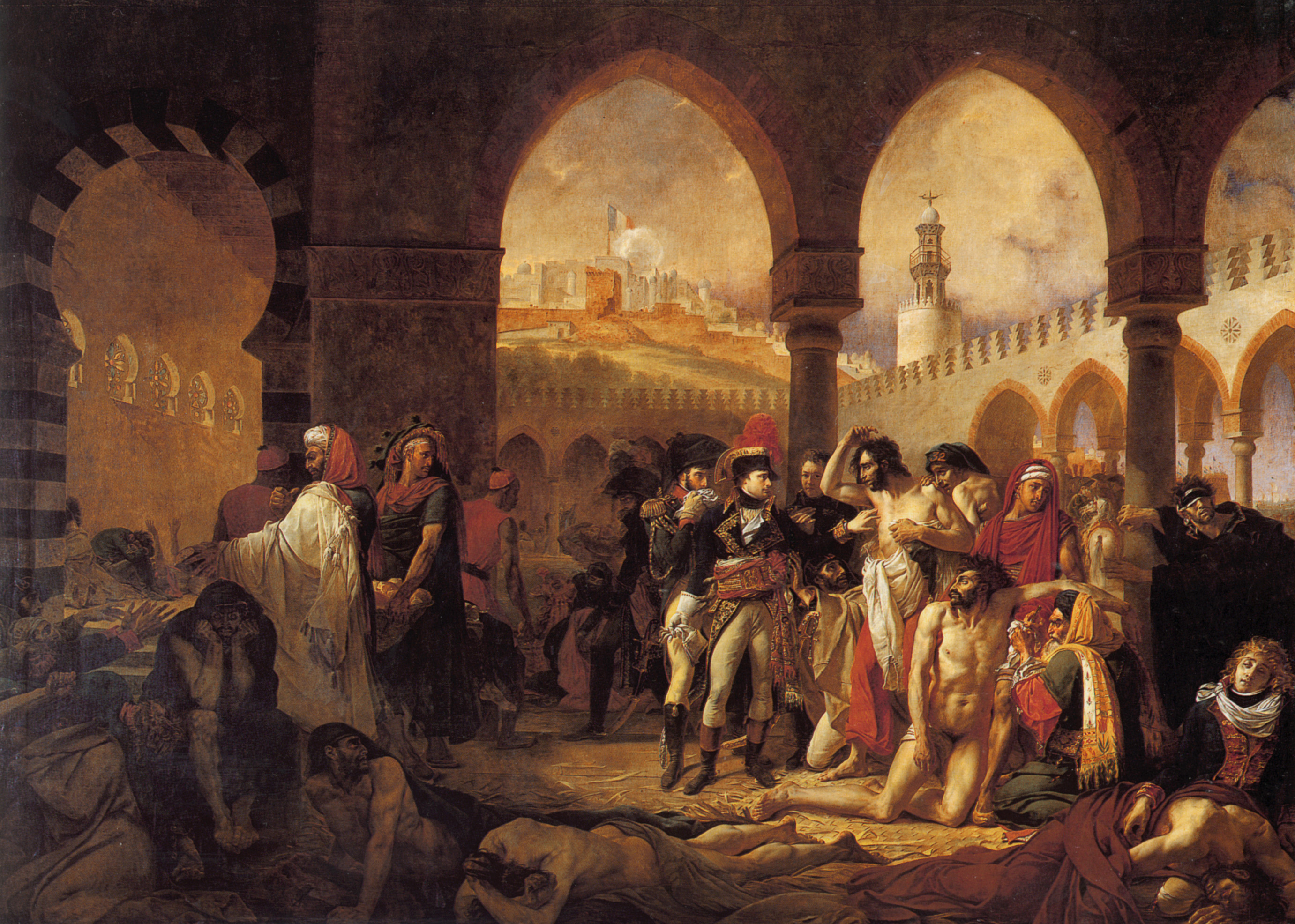
Napoleó amb els empestats de Jaffa

El març de 1798, Bonaparte va proposar amenaçar la posició britànica en l'Índia mitjançant la invasió i la conquesta d'Egipte i colonitzar Egipte, aleshores una província de l'Imperi Otomà, amb l'objectiu de protegir els interessos comercials francesos i tallar la ruta de la Gran Bretanya a l'Índia. El Directori, encara que preocupat per l'abast i el cost de l'expedició, ràpidament va aprovar l'empresa perquè significava treure Bonaparte del centre del poder.
De camí a Egipte, l'expedició de Bonaparte conquereix Malta el 9 de juny, fins llavors en mans de l'Orde de Sant Joan de Jerusalem, i el Gran Mestre Ferdinand von Hompesch zu Bolheim va capitular i Napoleó va establir una nova administració i va partir per a Egipte, deixant una guarnició important. Desembarca a Alexandria l'1 de juliol de 1798, eludint temporalment la Royal Navy. Encara que els francesos van guanyar la decisiva batalla de les Piràmides (amb un exèrcit de 25.000 soldats enfrontats a 100.000 de l'enemic), tota la flota francesa (a excepció de dues naus) va ser destruïda per l'almirall Horatio Nelson en la batalla del Nil. Amb el seu exèrcit atrapat a Egipte, l'objectiu de Bonaparte d'enfortir la seva presència a la Mediterrània es va veure frustrat, si bé va aconseguir consolidar el seu poder a Egipte, no sense sufocar abans diverses revoltes populars. Bonaparte va ordenar que a Egipte la servitud i el feudalisme fossin abolits i els drets bàsics dels ciutadans garantits. Bonaparte va ser anomenat pels egipcis soldà Kébira, el soldà de Foc. La situació va propiciar el desenvolupament d'importants estudis sobre l'antic Egipte, entre els quals destaca el descobriment de la pedra de Rosetta i la creació de l'Institut d'Egipte.

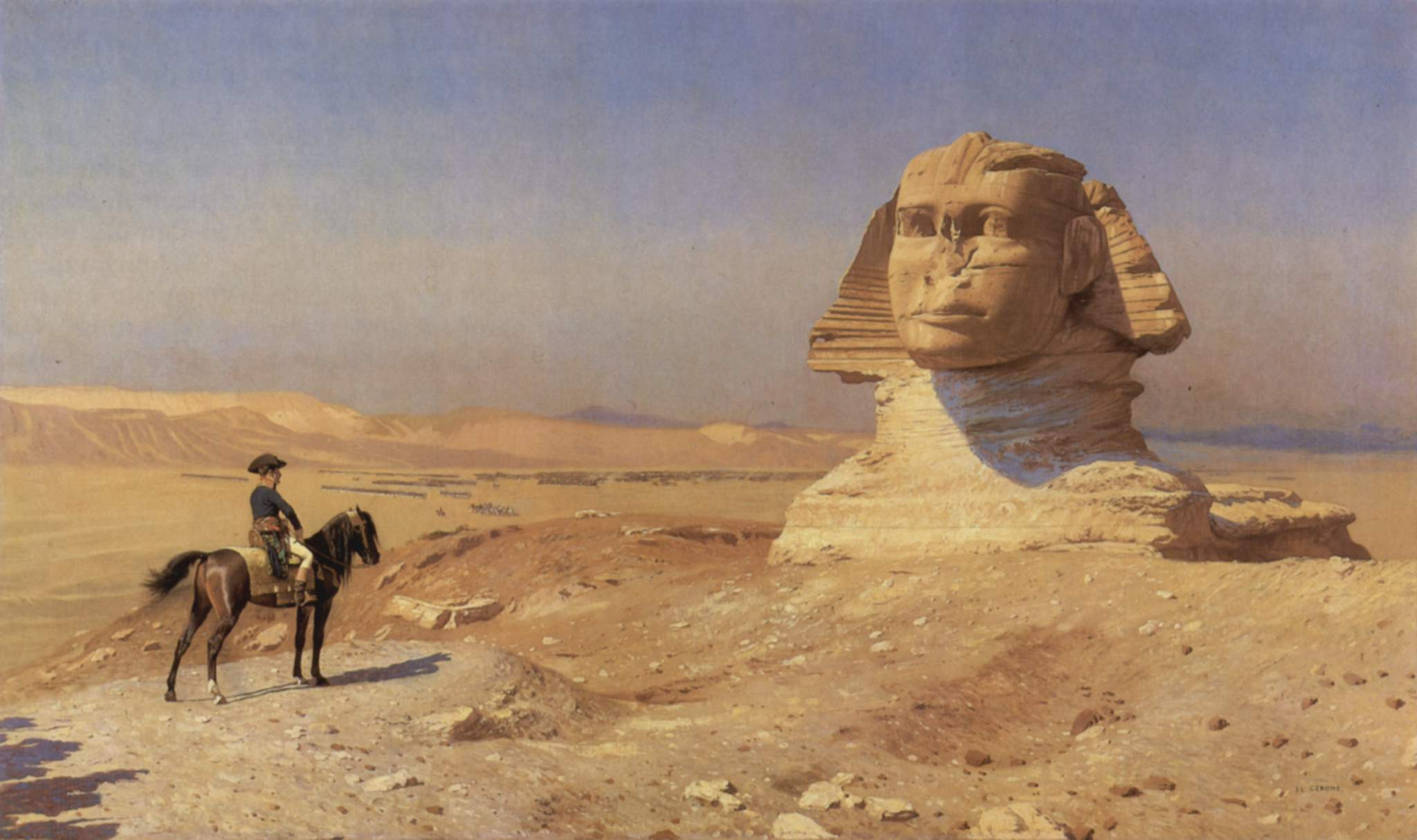
Bonaparte davant l'esfinx, de Jean-Léon Gérôme, 1868

A començaments de 1799 va conduir l'exèrcit francès sobre la província otomana de Síria i va derrotar les forces superiors despatxades per la Sublim Porta en diferents batalles, però el seu exèrcit va sucumbir-hi davant les plagues (en especial la pesta bubònica) i la manca de subministraments. Napoleó va deixar un contingent de 13.000 soldats per apoderar-se de les ciutats costaneres de Jaffa, Arish, Gaza i Haifa.
L'assalt de Jaffa va ser particularment brutal. Encara que els francesos es van apoderar de la ciutat després d'unes poques hores de combat, els soldats de la República van assassinar a baionetades 2.000 turcs de la guarnició que tractaven de rendir-se. A continuació s'acarnissen durant tres dies amb la població civil, robant i matant homes, dones i nens. La matança va culminar quan Bonaparte va ordenar l'execució de 3.000 turcs.
Amb el seu exèrcit debilitat, i incapaç de prendre la fortalesa d'Acre, Bonaparte es va veure obligat a tornar a Egipte el maig de 1799. Per tal d'accelerar la seva marxa, els presoners van ser executats i els malalts abandonats a una mort segura. De tornada al país del Nil, el 25 de juliol Bonaparte va derrotar els otomans en el seu intent de desembarcament a Abukir.
Amb la situació a Egipte estancada i la cada vegada major inestabilitat a França, Bonaparte va abandonar el país en una fragata de 36 canons (la fragata Muiron) rumb a França, deixant el comandament el general Kléber.

## França napoleònica

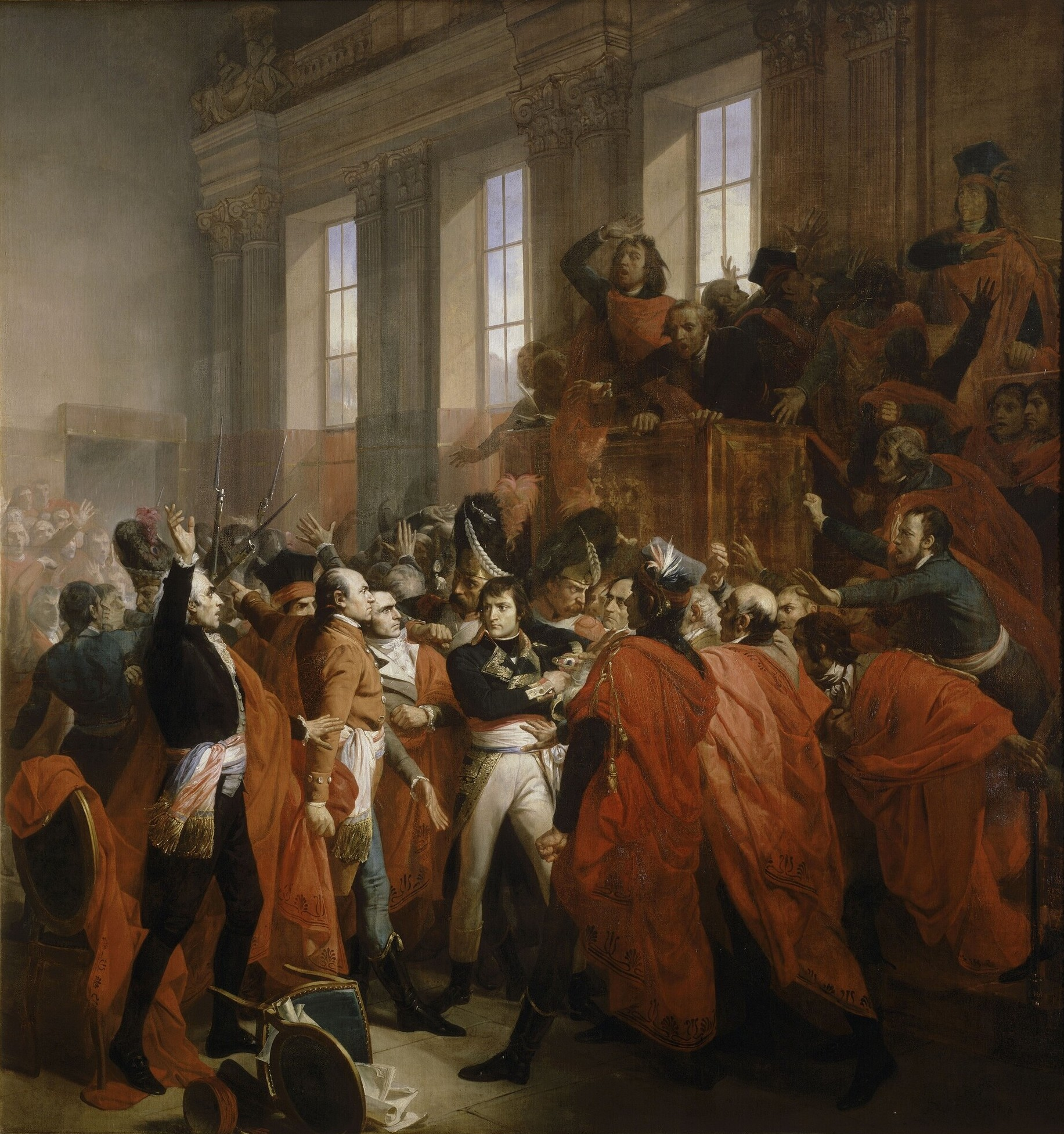
Napoleó és escridassat en l'assemblea dels Cinc-Cents, amb motius del cop d'estat del 18 de brumari

### Període revolucionari

#### El cop d'estat del 18 de brumari del 1799
Durant la seva estada a Egipte, Bonaparte va seguir de prop els afers europeus, obtenint informació principalment dels diaris i dels despatxos que li arribaven irregularment. El 23 d'agost va decidir sorprenentment embarcar cap a França, aprofitant una relaxació temporal del bloqueig als ports francesos per part de la flota britànica.
Tot i que posteriorment va ser acusat pels seus oponents polítics d'abandonar les seves tropes, la seva partida havia estat degudament autoritzada pel Directori, que havia patit una sèrie de derrotes militars contra les forces de la Segona Coalició, formada per l'aliança del Regne de la Gran Bretanya amb Imperi austríac, Rússia, Regne de Nàpols i Portugal, tement una imminent invasió. Quan va arribar a París el mes d'octubre, la situació militar havia millorat després de diverses victòries sobre l'enemic. La República, però, estava en fallida i el Directori, corrupte i ineficient, estava en el seu nivell més baix de popularitat.
Un dels directors, Joseph Sieyès, va demanar a Bonaparte el seu suport per executar un cop d'estat contra la Constitució existent. La trama involucrava també el germà de Bonaparte, Lucien, que exercia com a cap del Consell dels Cinc-cents, un altre director, Roger Ducos, i Talleyrand. El 9 de novembre (18 de brumari en el calendari republicà) i l'endemà, tropes dirigides per Napoleó van prendre el control i dispersaren els consells legislatius, quedant Bonaparte, Sieyès i Ducos com a cònsols provisionals que regiria al govern. Si bé Sieyès pretenia dominar el nou règim, Bonaparte se li va avançar redactant la Constitució de l'Any VIII, assegurant la seva elecció com a primer cònsol. Això el va convertir en la persona més poderosa de França, poder que s'incrementaria en la Constitució de l'Any X, amb què esdevingué primer cònsol vitalici.

### El consolat

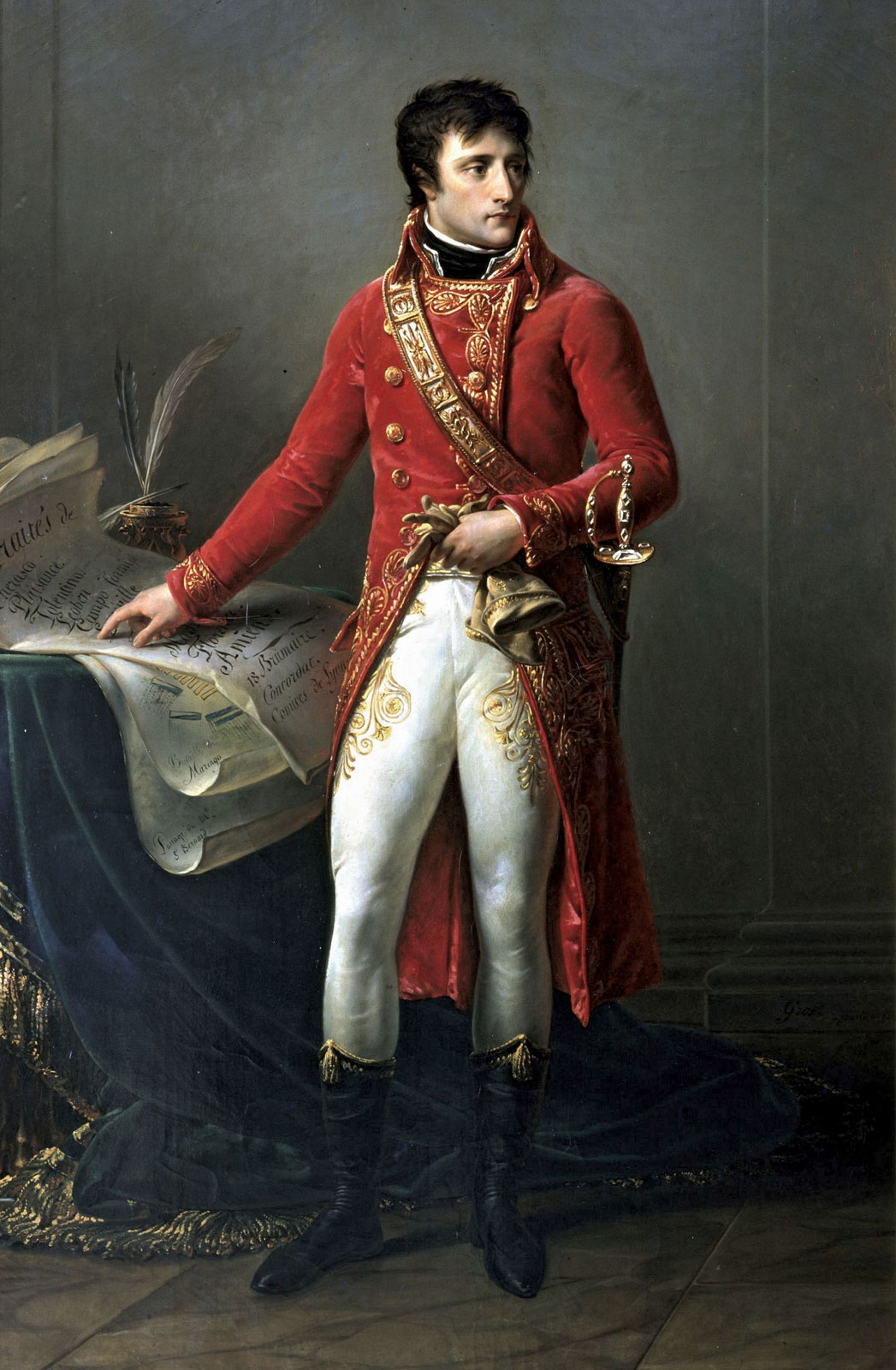
Napoleó com a primer cònsol

Bonaparte va instituir diverses i importants reformes, incloent-hi la centralització de l'administració dels Departaments, l'educació superior, un nou codi tributari, un banc central, noves lleis i un sistema de carreteres i clavegueres.
El 1801 va negociar amb la Santa Seu un concordat, buscant la reconciliació entre el poble catòlic i el seu règim.
Durant l'any 1804 es va dictar el Codi Civil francès, també conegut com a codi napoleònic, que consisteix en la redacció d'un cos únic que va unificar les lleis civils franceses. El codi va ser preparat per comitès d'experts legals sota la supervisió de Jean Jacques Régis de Cambacérès, segon cònsol de 1799 a 1804; Bonaparte, però, participava activament en les sessions del Consell d'Estat, on es revisaven les propostes de lleis. Aquest codi va influir de manera transcendental en el món jurídic, fou la pedra angular del procés de codificació.
Altres normes dictades durant la regència de Napoleó van ser el Codi Penal del 1810 i el Codi de Comerç del 1807. El 1808 fou promulgat el Codi d'Instrucció Criminal, establint regles i procediments judicials precisos en aquesta matèria. Si bé els estàndards moderns consideren que aquests procediments afavorien la part acusadora, quan van ser promulgats era intenció dels legisladors protegir les llibertats personals enfront dels arcaics tribunals europeus. Bonaparte va intentar restablir la llei i l'ordre després dels excessos causats per la Revolució, al mateix temps que reformava l'administració de l'estat.

### Un interludi de pau

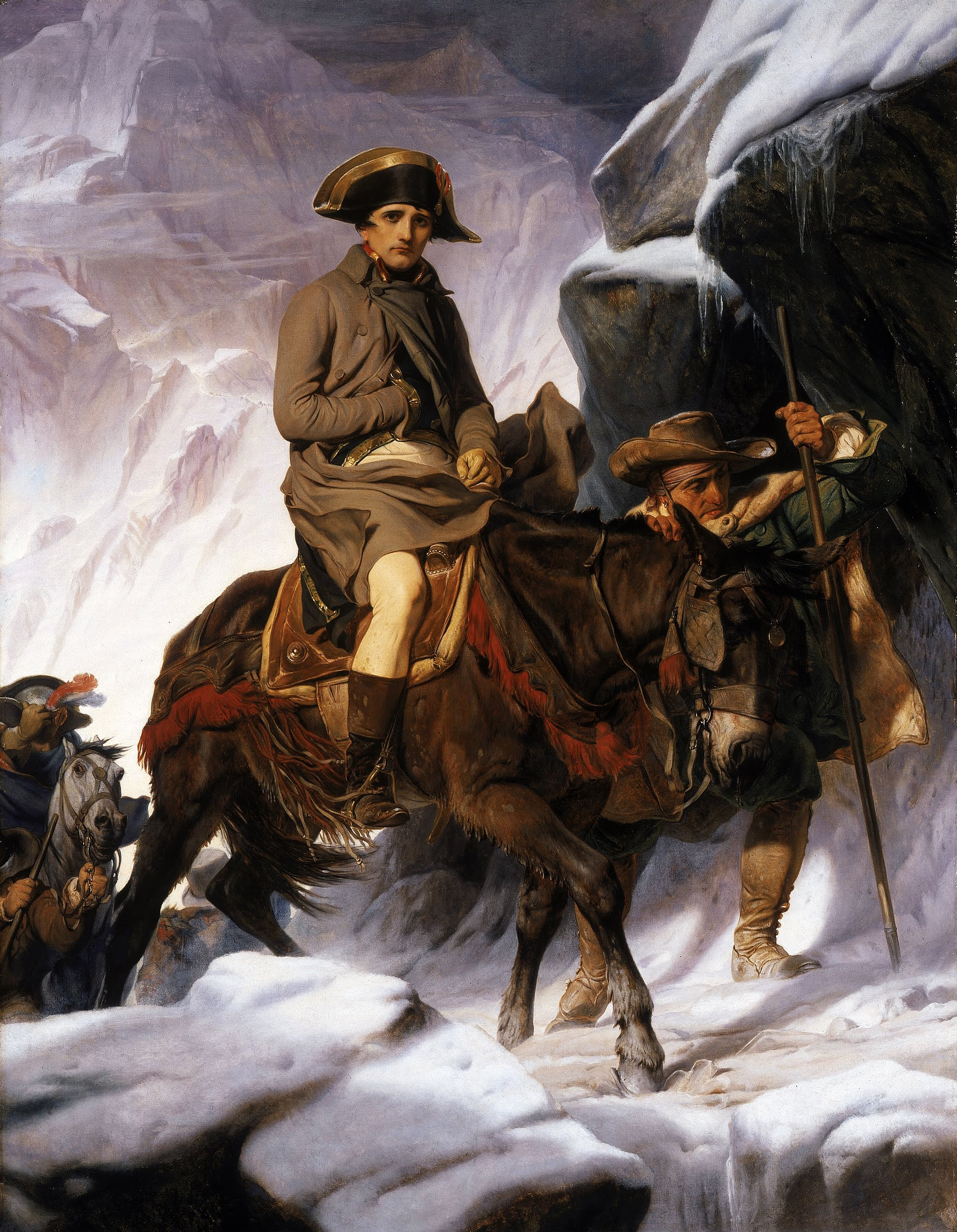
Napoleó passant els Alps. Sobre una mula.

El 1800 Bonaparte va tornar a Itàlia, la qual havia estat reconquerida per Àustria durant la seva absència a Egipte. Va creuar amb les seves tropes els Alps a la primavera (sobre una mula i no amb el cavall que pintà Jacques-Louis David). Al principi la campanya no va ser gaire bona, però més endavant Jean Victor Moreau propinà una rotunda derrota als austríacs a la batalla de Hochstadt, i els austríacs van retirar-se fins al riu Inn; els francesos van assegurar la riba esquerra del Danubi i prengueren Múnic. El germà de Napoleó, Josep, principal negociador de l'armistici final, va reportar que a causa de l'aliança entre Àustria i la Gran Bretanya, Àustria no podia reconèixer cap territori conquerit per França. Les negociacions es van tornar més i més erràtiques fins que Bonaparte va ordenar al general Moreau atacar Àustria novament. Moreau va portar l'exèrcit francès a la victòria a la batalla de Hohenlinden i finalment l'armistici fou signat a Lunéville el febrer de 1801, amb el qual es reafirmava el domini francès sobre els territoris ocupats en el Tractat de Campoformio.
El concordat del 1801 amb el papa Pius VII va posar fi a l'enfrontament amb l'Església Catòlica originat per l'inici de la Revolució. Els britànics també van signar un acord de pau mitjançant el tractat d'Amiens el març de 1802, pel qual l'Illa de Malta va passar a ser territori francès. Selim III també va signar un tractat amb França el 25 de juny de 1802, que restablia els privilegis francesos a l'imperi anteriors a la guerra.
La pau entre França i Gran Bretanya era molt precària. Les monarquies legítimes d'Europa eren reticents a reconèixer la república, tement que la idea de la revolució fos exportada als seus països. A la Gran Bretanya, el germà de Lluís XVI va ser rebut amb honors d'hoste d'estat, tot i que els britànics ja havien reconegut la República francesa. D'altra banda, Gran Bretanya no havia desocupat ni Malta ni Egipte, com havia promès, i protestà contra l'annexió de Piemont i l'acte de Mediació de Suïssa.
El 1803, l'exèrcit de Bonaparte va ser derrotat a Santo Domingo, combinant la febre groga amb la tenaç resistència de Touissant L'Ouverture. Davant l'escenari d'indefensió de les possessions franceses a Amèrica del Nord, Napoleó decideix la venda de Louisiana, un territori d'aproximadament 2 milions de km² pertanyent a França. EUA buscava, per la seva banda, la manera de controlar la navegació sobre el riu Mississipi. La compra de la Louisiana va ser un dels esdeveniments més significatius que van tenir lloc durant el govern napoleònic, tot i que en el seu moment va passar relativament desapercebut. El preu establert va ser de $ 7,40/km².

Coronació de Napoleó

L'any X (1802), una altra constitució dictada per Napoleó, aprovada en plebiscit va atorgar caràcter vitalici al seu consolat i va servir com a preàmbul per a la seva autoproclamació com a monarca del Primer Imperi francès. Amb el suport de bona part de l'aristocràcia, en una cerimònia realitzada a la catedral Notre Dame de París (1804) davant la presència del papa Pius VII, Napoleó es va coronar a si mateix.
Napoleó va reorganitzar l'administració de l'estat, i el sistema judicial, tipifica la legislació civil francesa amb el Codi napoleònic i amb altres sis codis que garantien els drets i llibertats conquerits durant el període revolucionari, així com la igualtat davant la llei i la llibertat de culte. També va sotmetre les escoles a un control centralitzat.
El famós i temperamental compositor alemany Ludwig van Beethoven estava entre les personalitats d'aquell temps que admiraven Napoleó pel que simbolitzava políticament: els ideals democràtics i republicans de la Revolució francesa. Pel que semblà per un suggeriment de l'ambaixador francès a Viena, Jean-Baptiste Bernadotte, va començar a compondre la seva Tercera Simfonia, coneguda com a Heroica. Tanmateix, amb l'autocoronació de Napoleó, Beethoven es va decebre i li va retirar la dedicatòria posant com a subtítol: «Simfonia eroica, composta per festeggiare il sovvenire d'un grand'uomo» («Simfonia heroica, composta per celebrar el record d'un gran home»).

### L'imperi de Napoleó

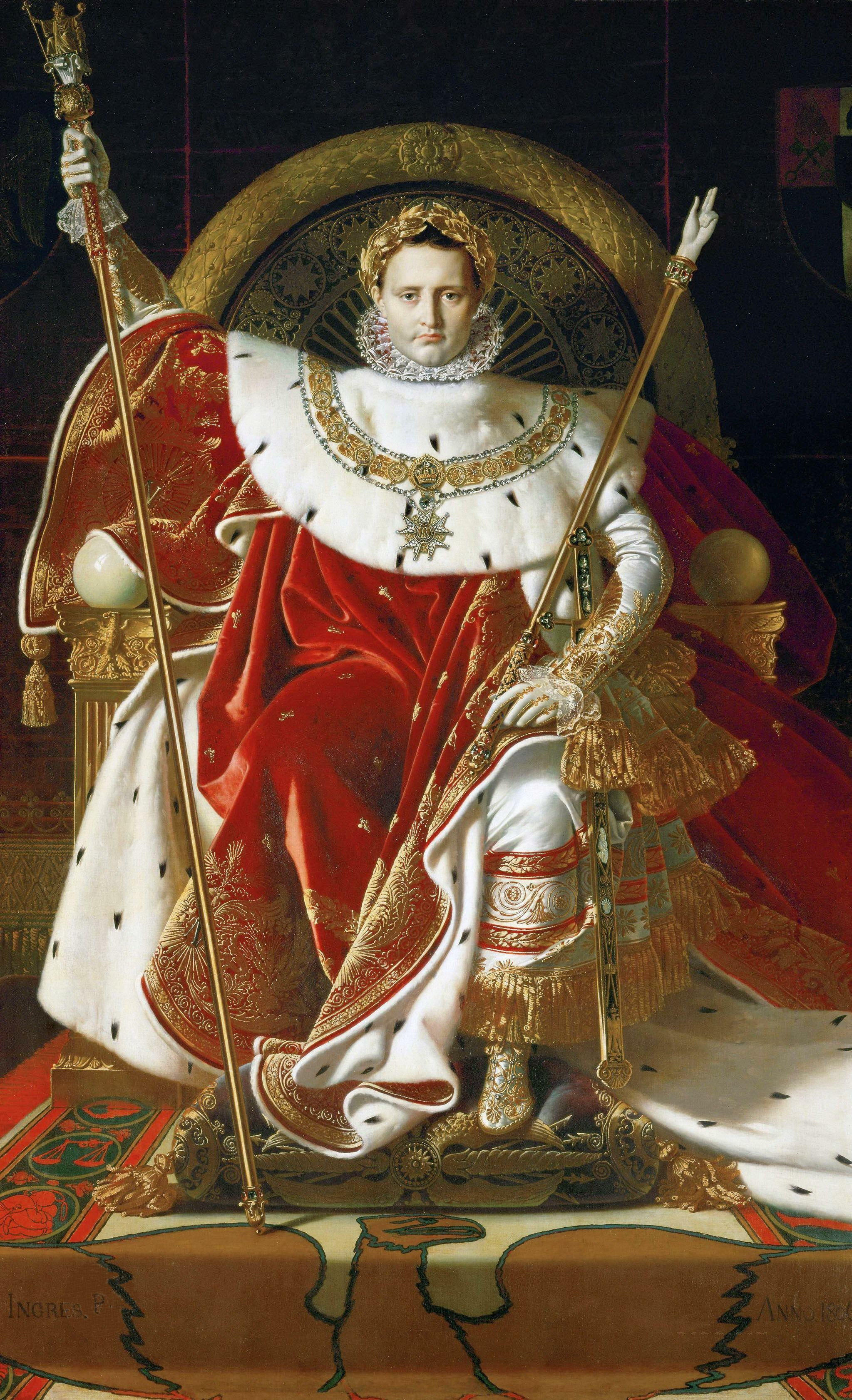
Napoleó al seu tron imperial, per Jean Auguste Dominique Ingres, 1806

#### Fundació de l'imperi
Amb l'esperança de consolidar el seu lloc, Fouché li va suggerir a Bonaparte que la millor manera d'apaivagar les conspiracions seria transformar el consolat vitalici en un imperi hereditari, el qual, atès que tindria un hereu, trauria tota esperança de canviar el règim per assassinat. Bonaparte acull el suggeriment i el 28 de maig de 1804 es proclama l'imperi.
L'heterogènia oposició al seu govern va ser desmantellada mitjançant dràstiques repressions a dreta i a esquerra, arran de fallits atemptats contra la seva persona; l'exemple més covard va ser el segrest i execució d'un príncep deposat emparentat amb els Borbons, el duc d'Enghien, el 21 de març de 1804. El corol·lari d'aquest procés va ser l'oferiment que li va fer al Senat l'endemà de la corona imperial. La cerimònia de coronació es va dur a terme el 2 de desembre a Notre Dame de París, amb l'assistència del papa Pius VII. Durant la mateixa es diu que Napoleó es va posar la corona a si mateix, en comptes de deixar que el pontífex fes el gest, i també que va coronar Josefina. El pontífex es va limitar a demanar que celebressin un matrimoni religiós, en un senzill acte que es va ocultar gelosament al públic, una nova constitució el mateix any va afirmar encara més la seva autoritat omnímoda.
Cal afegir que Napoleó va celebrar un referèndum sobre l'acceptació o rebuig del seu càrrec com a emperador dels francesos, el qual va guanyar amb claredat tot i que sense arribar a una majoria absoluta. Va manipular les xifres a favor seu sumant uns 500.000 vots als resultats per tal que la victòria fos aclaparadora, és a dir que passés d'una majoria a favor de l'emperador a una gran majoria a favor seu.

#### Les guerres de conquesta

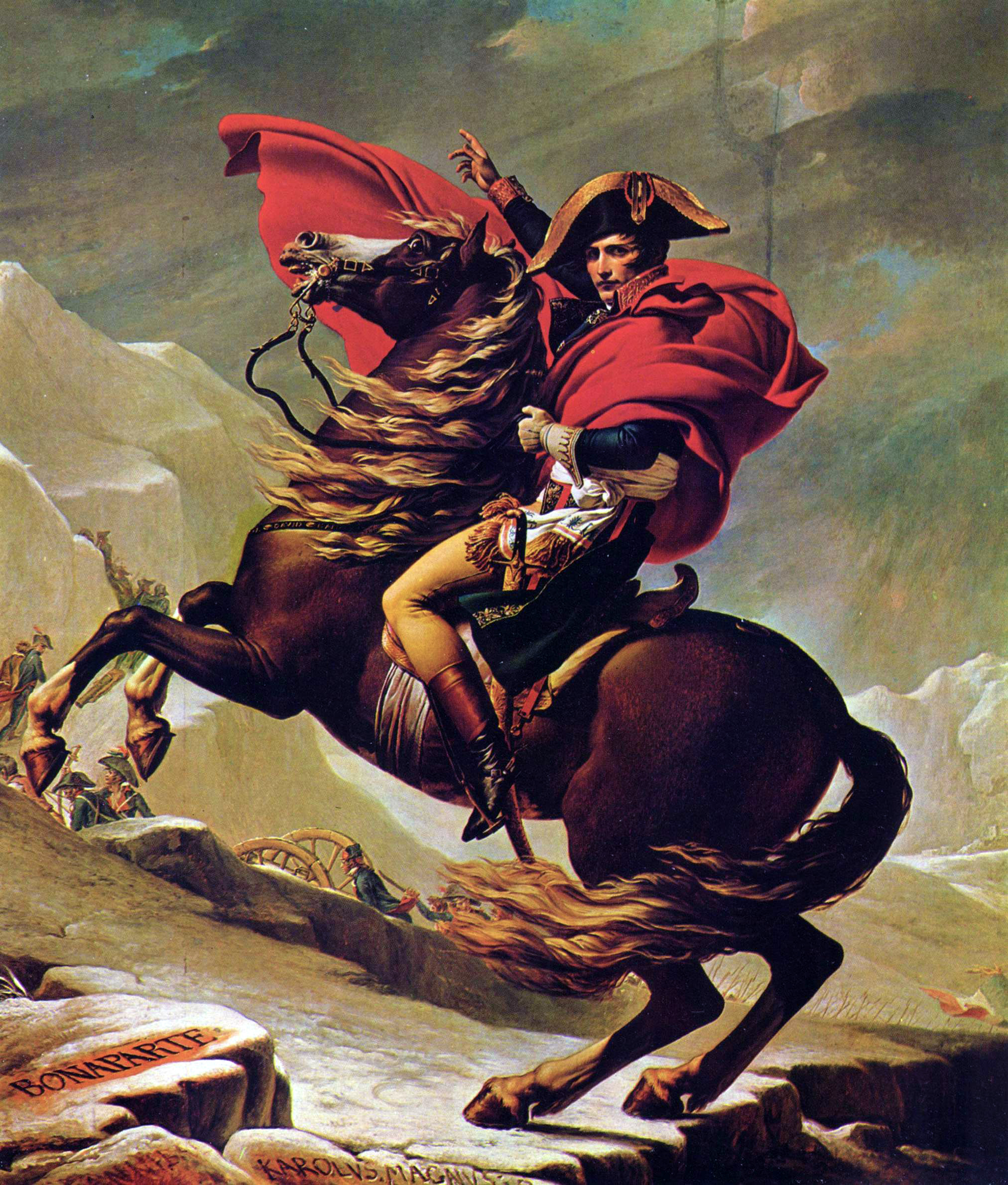
Napoleó retratat per Jacques-Louis David el 1801. Les inscripcions de les lloses del terra a l'esquerra del quadre el comparen amb Carlemany i Hanníbal

El desembre de 1804, un acord anglo-suec va portar a la creació de la Tercera Coalició, a la que es van unir l'Rússia i l'Arxiducat d'Àustria. Napoleó volia envair les illes Britàniques i per això necessitava tenir la superioritat naval. Per aconseguir-la va idear un pla per amenaçar les Índies occidentals i el Carib i així distreure els anglesos. A més a més va unir la seva flota amb l'espanyola, la qual seria comandada per l'almirall Pierre-Charles Villeneuve. Aquest pla de distracció va fracassar, i es va agreujar amb la consegüent derrota a la batalla del Cap Finisterre el 22 de juliol de 1805. Després d'aquesta derrota, la flota es va dirigir al port de Cadis i patí una desastrosa derrota a la batalla de Trafalgar el 21 d'octubre de 1805, amb la qual quedà consolidat el domini britànic dels mars i Napoleó posposà els seus plans d'invasió del Regne Unit. La guerra es va lluitar al continent, i les principals operacions terrestres que van segellar la ràpida victòria francesa van implicar la campanya d'Ulm de la Grande Armée de finals d'agost a mitjans d'octubre de 1805 que va capturar tot un exèrcit austríac, i a principis de desembre la decisiva victòria francesa sobre una força combinada austro-russa a la batalla d'Austerlitz va acabar efectivament amb la Tercera Coalició.

La derrota a Austerlitz va obligar l'emperador Francesc II a acceptar els termes del tractat de Pressburg. Els Habsburg van perdre les seves últimes possessions a Itàlia, Llombardia va tornar a França, i Venècia, Ístria i Dalmàcia es van afegir al Regne napoleònic d'Itàlia mentre que el Tirol i el Vorarlberg van caure en mans de Baviera. Amb aquests guanys territorials, amb el consentiment de Napoleó, a principis de 1806 es va establir el Regne de Baviera i el Regne de Württemberg. Napoleó declarava la constitució de l'Imperi abolida i els principats del Rin es van independitzar l'1 d'agost de 1806 formant la Confederació del Rin, Les demandes d'Àustria sobre els estats alemanys es van rebutjar sense excepció. El 6 d'agost de 1806 Francesc va dissoldre el Sacre Imperi Romanogermànic doncs no volia que Napoleó, que liderava Confederació amb el títol de Protector, fos el seu successor. Aquesta acció va ser reconeguda per Jordi III del Regne Unit que també era l'Elector de Hannover i que havia perdut els seus territoris alemanys al voltant de Hannover, incorporats al nou Regne de Westfàlia. Els dominis de Francesc es limitaren al nou Imperi Austríac.
Napoleó va conquerir el Regne de Nàpols el 1806 i va nomenar rei el seu germà major, Josep; es va titular rei d'Itàlia (1805), va desintegrar les antigues Províncies Unides (hui Països Baixos), que el 1795 havia constituït com República de Batàvia, i va fundar el Regne d'Holanda, al capdavant del qual va situar el seu germà Lluís, i va establir la Confederació del Rin (que agrupava la majoria dels estats alemanys) que va quedar sota la seua protecció.
El 1806, a instigació d'Anglaterra i gràcies als abundants subsidis prodigats pel gabinet de Londres a la cort de Prússia, aquesta última es va unir a la coalició tement el poder emergent de França després de la derrota austríaca. Prússia i Rússia es van mobilitzar per a una nova campanya, i les tropes prussianes es van concentrar a Saxònia. Napoleó va contraatacar, derrotant els prussians de manera decisiva en les batalles de Jena i Auerstädt, l'octubre de 1806. Les forces franceses de Napoleó van ocupar llavors Prússia, capturant Berlín el 25 d'octubre de 1806, i marxant sobre l'est de Prússia i la frontera russa, on van tenir una trobada amb les tropes russes a la batalla d'Eylau, el febrer de 1807, i on l'avanç de Napoleó va ser detingut breument. El 14 de juny de 1807 l'exèrcit francès de Murat i Lannes va destruir les forces russes a la batalla de Friedland, i Nicolas Jean de Dieu Soult aconseguí capturar Königsberg. i tres dies després Rússia demanava una treva. El juliol de 1807, va signar el tractat de Tilsit amb el tsar Alexandre I pel qual es reduïa enormement el territori de Prússia; també va incorporar nous estats a l'imperi: el Regne de Westfàlia, governat pel seu germà Jérôme Bonaparte, i el Ducat de Varsòvia, entre d'altres.

El Primer Imperi francès. En blau clar els seus estats satèl·lits (1811)

Durant aquest temps Bonaparte havia imposat el sistema continental a Europa, que consistia en un bloqueig sobre les mercaderies britàniques amb el propòsit d'arruïnar el poderós comerç de Gran Bretanya. Va conquerir Portugal el 1807 i el 1808 va nomenar el seu germà el rei Josep I d'Espanya, després d'aconseguir l'abdicació de Ferran VII a Baiona i envair el país, deixant Nàpols com a recompensa per al seu cunyat, Joachim Murat. L'arribada a Espanya de Josep Bonaparte va fer encara més virulenta la Guerra del Francès. Napoleó es va traslladar a Espanya durant un temps i va aconseguir diverses victòries, però la lluita es va reprendre després de la seua partida, prolongant-se durant cinc anys la guerra entre les tropes franceses i les espanyoles (amb el suport de Gran Bretanya), tenint un paper fonamental la lluita de guerrilles. Aquest conflicte va suposar un gran desgast humà (s'ha estimat en 300.000 baixes) i econòmic per a França, que va contribuir al debilitament final de l'Imperi napoleònic.
En 1809, la presència militar francesa a Alemanya va reduir-se per la necessitat de tropes a la península Ibèrica, i l'Imperi austríac va veure la seva oportunitat de recuperar part de la seva antiga esfera d'influència i va envair el Regne de Baviera, un aliat francès. El rearmament austríac provocà que Napoleó marxés de Valladolid el 17 de gener, arribant a París el 23 de gener. Tot i que Àustria va obtenir algunes victòries en operacions menors de tipus defensiu, l'absència de Rússia i Prússia de la coalició va significar la inferioritat numèrica d'Àustria enfront dels enormes exèrcits francesos. Napoleó no estava preparat a l'inici de les hostilitats i per primera vegada des que va assumir la corona imperial s'havia vist obligat a cedir la iniciativa estratègica a un oponent, però amb la defensa dels mariscals Louis Nicolas Davout i François Joseph Lefebvre a la batalla d'Eckmühl el principal exèrcit austríac fou derrotat i la iniciativa passà als francesos per a la resta de la guerra. El maig de l'any 1809 l'emperador va ocupar Viena malgrat que la ciutat es trobava aïllada arran de la destrucció dels diversos ponts que creuaven el Danubi. Després de la derrota a la batalla de Wagram el 7 de juliol, l'arxiduc Carles es va retirar cap al nord a Bohèmia Els francesos finalment van atrapar als austríacs a Znaim el 10 de juliol, i després de la batalla de Znaim Napoleó finalment pactar l'armistici de Znaim, que va excloure el Tirol, que va quedar en mans de les tropes franceses però pau formal no va ser acordada fins que es va signar el Tractat de Schönbrunn el 14 d'octubre de 1809, que finalment va posar fi a la cinquena coalició, perdent encara més territori enfront de Napoleó, que va convertir els territoris conquerits en les Províncies Il·líries (en l'actualitat part d'Eslovènia, Croàcia, Bòsnia i Hercegovina, Sèrbia i Montenegro) i va conquistar els Estats Pontificis.
Després de repudiar Josefina de Beauharnais, va contraure matrimoni el 1810 amb Maria Lluïsa d'Àustria, arxiduquessa d'Àustria i filla de l'emperador Francesc I d'Àustria, pertanyent a la casa d'Habsburg. Amb aquest enllaç vinculava la seua dinastia a la més antiga de les cases reials d'Europa, amb l'esperança que el seu fill, nascut el 1811 i al qual va atorgar el títol de rei de Roma com a hereu de l'imperi, fóra millor acceptat pels monarques regnants. L'imperi va aconseguir la seua màxima amplitud el 1810 amb la incorporació de Bremen, Lübeck i altres territoris del nord d'Alemanya, així com amb el Regne d'Holanda, després d'obligar a abdicar el seu germà Lluís I Bonaparte.
Fins al 1810, Suècia i Gran Bretanya havien estat aliats en la guerra contra Napoleó, però com a resultat de la derrota de Suècia a la guerra finlandesa i la guerra de Pomerània, i el Tractat de Fredrikshamn i el Tractat de París, Suècia va declarar la guerra a la Gran Bretanya. La guerra només existia sobre el paper, i la Gran Bretanya no va tenir problemes per estacionar vaixells a l'illa sueca de Hanö i comerciar amb els estats bàltics. Després que Napoleó envaís Rússia en 1812 i després de llargues negociacions, els britànics, russos i suecs van signar els tractats d'Örebro el 18 de juliol, que posaven final a les guerres anglorussa i la guerra anglosueca.

## L'Europa napoleònica
El codi Napoleònic es va implantar en tots els estats creats per l'emperador. Es van abolir el feudalisme i la servitud i es va establir la llibertat de culte (excepte a Espanya). Li va ser atorgada a cada estat una constitució en què es concedia el sufragi universal masculí i una declaració de drets i la creació d'un parlament; va ser instaurat el sistema administratiu i judicial francès; les escoles van quedar supeditades a una administració centralitzada i es va ampliar el sistema educatiu lliure de manera que qualsevol ciutadà podria accedir a l'ensenyament secundari sense que es tingués en compte la seva classe social o religió. Cada estat disposava d'una acadèmia o institut destinat a la promoció de les arts i les ciències, alhora que es finançava el treball dels investigadors, principalment el dels científics. La creació de governs constitucionals va continuar sent només una promesa, però el progrés i eficàcia de la gestió van ser un èxit real.
Per a Amèrica llatina, la figura de Napoleó Bonaparte és fonamental. La seva intervenció a Espanya, les abdicacions de Carles IV i Ferran VII, el lliurament del tron espanyol al seu germà Josep, que va regnar a Espanya i les Índies amb el títol de Josep I; la promulgació de la Constitució de Baiona de 1808, que reconeixia l'autonomia de les províncies americanes del domini espanyol; les seues pretensions de regnar sobre aquells immensos territoris, els habitants dels quals mai van voler acceptar els plans i designis de l'emperador, són elements bàsics per a entendre els moviments d'emancipació i les guerres hispanoamericanes per la seva independència.

## Caiguda de Napoleó

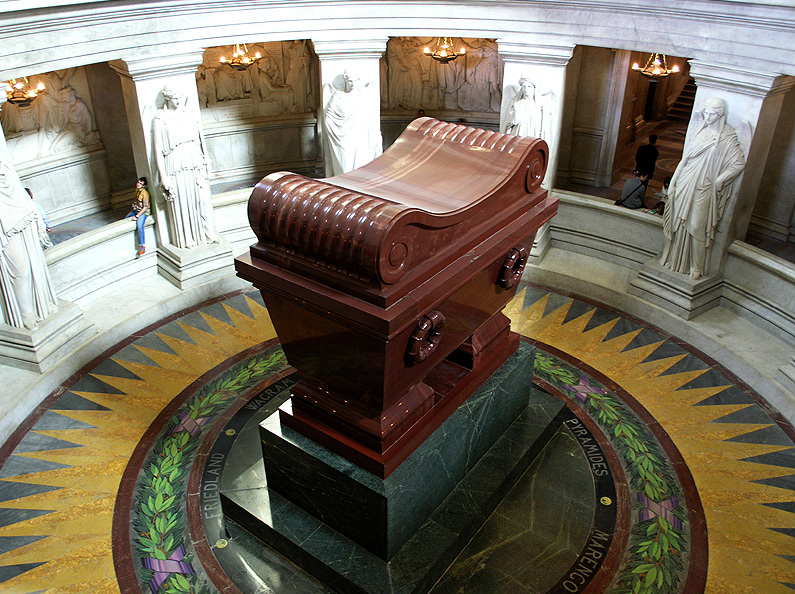
La tomba de Napoleó als Invàlids de París

L'aliança de Bonaparte amb el tsar Alexandre I va quedar anul·lada el 1812 i Napoleó va emprendre una campanya contra Rússia que va acabar amb la tràgica retirada de Moscou. Després del desastre de la Grande Armée a la Invasió francesa de Rússia, les potències continentals que havien estat constantment humiliades per Napoleó en diverses guerres al llarg de tota una dècada, van veure finalment una oportunitat de derrotar-lo, i es van unir a la Sisena Coalició que fins llavors consistia en l'aliança entre russos, britànics, espanyols i portuguesos (aquests últims en la Guerra del Francès). Els Estats Units van aprofitar la seva neutralitat en la guerra per alleugerir l'embargament britànic als ports controlats per França, i Gran Bretanya va intentar tallar aquest comerç, provocant un augment de la tensió durant les guerres napoleòniques, ja que la Royal Navy necessitava desesperadament mariners entrenats i perdia constantment desertors que buscaven feina millor pagada a bord dels vaixells mercants nord-americans amb una disciplina menys draconiana. Els Estats Units, al mateix temps, cobejaven l'adquisició del Canadà, que Gran Bretanya no es podia permetre el luxe de perdre, ja que les seves flotes navals i mercants s'havien construït en gran part amb fusta americana abans de la independència dels Estats Units, i amb fusta canadenca després. Aprofitant que la Gran Bretanya estava concentrada en la seva guerra amb França, els Estats Units van envair el Canadà, però l'exèrcit britànic va poder defensar-se amb forces regulars mínimes, amb el suport de milícies i aliats nadius, mentre la Royal Navy bloquejava la costa atlàntica dels Estats Units des de les Bermudes, estrangulant el seu comerç mercantil, i duent a terme incursions amfíbies, inclosa la campanya de Chesapeake amb la seva Crema de Washington.
Bonaparte, tot i grans èxits on el seu geni va brillar amb força (com la batalla de Dresden on va derrotar a tropes que gairebé li doblaven en nombre) es va veure obligat a reorganitzar els seus exèrcits al llarg de totes les línies de defensa, estant desesperadament mancat de cavalleria. Finalment va ser derrotat en la batalla de Leipzig en Saxònia, l'octubre de 1813, i van emprendre la reeixida invasió de França el 1814, que va forçar a Napoleó a abdicar i va obrir el camí a la restauració dels Borbó. L'11 d'abril Napoleó és exiliat a l'illa d'Elba pel Tractat de Fontainebleau. Lluís XVIII va poder aconseguir el tron poc després pel Tractat de París
L'1 de novembre de 1814 s'inicia el congrés de Viena. Maria Lluïsa i el seu fill van quedar sota la custòdia del pare d'aquesta, l'emperador d'Àustria Francesc I, i Napoleó no va tornar a veure'ls mai, malgrat la seua dramàtica reaparició. Va escapar d'Elba el març de 1815, va arribar a França i va anar a París després que se li unissin les tropes enviades per capturar-lo, iniciant-se el període denominat Govern dels cent dies. Establert a la capital, va promulgar una nova constitució més democràtica i els veterans de les anteriors campanyes van acudir a la seua crida, començant novament l'enfrontament contra els aliats.
El resultat va ser la campanya de Bèlgica, que va concloure amb la derrota en la batalla de Waterloo el 18 de juny de 1815. A París les multituds li imploraven que continués la lluita, però els polítics li van retirar el seu suport, per la qual cosa va abdicar en favor del seu fill, Napoleó II. Va anar a Rochefort, on va capitular davant del capità del vaixell britànic Bellerophon. Va ser reclòs, llavors, a l'Illa de Santa Helena, una illa al sud de l'oceà Atlàntic. Va romandre allí fins que va morir el 5 de maig de 1821.

## Enterrament als Invàlids
El 1848 Adolphe Thiers fou nomenat cap de govern i obtingué de Lluís Felip I de França l'autorització per demanar a Anglaterra les restes mortals de Napoleó per transportar-les des de Santa Helena a França i dur-les a la cúpula d'Els Invàlids, com a lloc d'enterrament.

## Temes complementaris

### Cotxe de cavalls deNapoleó Bonaparte(1815)
Un cop derrotat en la batalla de Waterloo l'emperador fugia en el seu cotxe de campanya quan el cotxe fou capturat. Napoleon es va escapar provisionalment, però el seu cotxer i els dos cavalls davanters foren abatuts. Aquest cotxe era prou especial: estava blindat i tenia dos compartiments. Transportava una munió d’objectes personals (molt luxosos) i accessoris militars. Hi ha diversos informes que descriuen el carruatge.

### Cavalls de l’emperador
En vida de Napoleó el principal mitjà de desplaçament terrestre era el cavall de sella. Per a una autoritat militar la importància dels cavalls era més important encara.
Hi ha diversos documents que tracten dels cavalls imperials, explicant les seves races,noms i altres característiques. Una obra de Carl Raswan, Les chevaux arabes,  parla dels cavalls àrabs dels estables imperials, els preferits del protagonista. Els noms són els següents: Alí, Coco, Darius, Euphrate, Mamelouk, Garte. Un cavall turc notable s’anomenava Ahasverus, segons Raswan.

### Biblioteca de campanya
Constava d'uns tres mil llibres de matèries variades.